# Pidgin Broome Pearling Lugger
el pidgin Broome Pearling Lugger es un pidgin que surgió en Broome, Australia Occidental a principios del siglo XX para facilitar la comunicación entre los diversos grupos que trabajan en la industria de la cría de perlas allí: Japoneses, Malayos, Isleños del estrecho de Torress, Kupangeños, chinos hakka, Filipinos, Sri Lankenses de ascendencia Singalesa y Tamil, un pequeño número de Coreanos y aborígenes australianos, principalmente del pueblo Bardi pero también Nyulnyul, Jabirr Jabirr, Jukun, Yawuru y Karajarri gente. El nombre deriva de los barcos utilizados para la extracción de perlas, conocidos como pearling luggers.
Sus palabras provienen principalmente del idioma malayo (específicamente Kupang Malay), pero también tomó algunas palabras y características gramaticales del japonés, inglés ( a través del inglés aborigen australiano (Inglés pidgin aborigen australiano (desambiguación)), y las lenguas aborígenes australianas locales.
Por ejemplo, la siguiente oración contiene un verbo malayo y partículas gramaticales japonesas, y las palabras restantes provienen del inglés:
| Chirikurok                                   | -kaa          | hokurok                | -kaa          | peke         | kriki.          |
| Inglés: "three o'clock"                      | Japonés: "or" | Inglés: "four o'clock" | Japonés: "or" | Malayo: "go" | Inglés: "creek" |
| Entraremos en el arroyo a las tres o cuatro. |               |                        |               |              |                 |

Broome Pearling Lugger Pidgin ya no está en uso activo en la actualidad, pero algunas palabras y frases que se originaron en el pidgin todavía las usan las generaciones más jóvenes de aborígenes asiáticos como un marcador de  identidad étnica.